# Кнотько-Штерк, Владислав Михайлович
Владислав Михайлович Кнотько-Штерк (бел. Уладзіслаў Міхайлавіч Кнацько-Штэрк; род. 1 июля 1995, Минск) — белорусский футболист, нападающий.

## Карьера
Воспитанник футбольного клуба «Минска». Затем в 2013 году перебрался в структуру жодинского «Торпедо-БелАЗ». В 2016 году стал игроком минского «Луча». Дебютировал за клуб 20 августа 2016 года в матче против светлогорского «Химика». Дебютный гол за клуб забил 24 сентября 2016 года в матче против «Смолевичей». Закрепился в основной команде клуба. В феврале 2017 года продлил контракт с клубом.
С осени 2017 года стал выступать в «Крумкачах». Дебютировал за клуб 14 октября 2017 года в матче против «Ислочи». Не смог закрепиться в основной команде клуба и по окончании сезона покинул его. В 2018 году перешёл в «Смолевичи».
В феврале 2019 года стал игроком «Молодечно-2018». Закрепился в основной команде клуба, став лучшим бомбардиром клуба. Также стал бронзовым призёром Второй Лиги. В апреле 2020 года стал игроком «Островца».